# マチルダ効果
マチルダ効果（マチルダこうか、英語: Matilda effect）は、女性科学者に対する偏見であり、彼女らの業績は認められず、その仕事が男性の同僚に帰されてしまうバイアスを指す。この効果は、婦人参政権論者で奴隷廃止論者のマティルダ・ジョスリン・ゲージ（1826年 - 1898年）によるエッセイ "Woman as Inventor" の中で最初に言及された。「マチルダ効果」(Matilda effect)という用語は1993年に科学史研究者マーガレット・W・ロシターによって造られた。

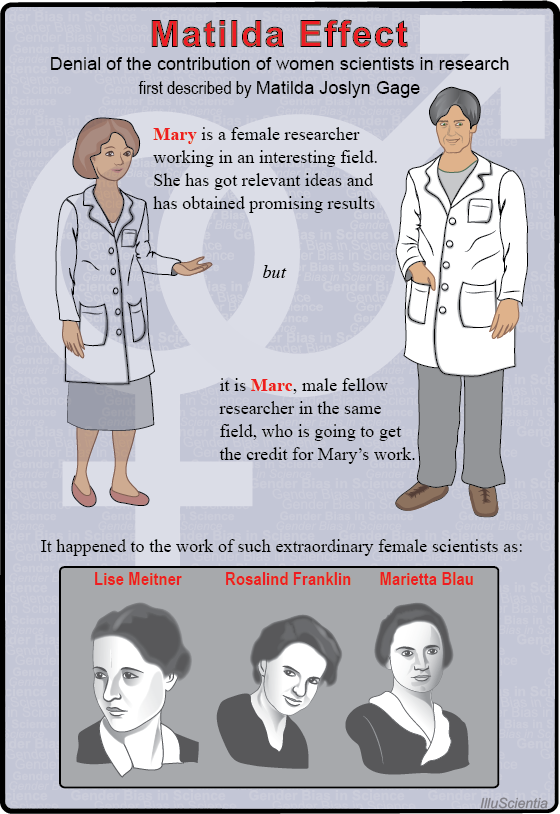
マチルダ効果

ロシターはこの効果のいくつかの例を挙げている。12世紀のイタリア人女性医師、トロトゥーラ (サルレノのトロトゥーラ) が記した本は、彼女の死後、男性の作家によるものとされた。 マチルダ効果を示す19世紀および20世紀の事例はネッティー・スティーブンズ、マリ・キュリー 、リーゼ・マイトナー、マリエッタ・ブラウ、ロザリンド・フランクリン、ジョスリン・ベル・バーネルのものがある 。
マチルダ効果は、著名な科学者は、研究が共通または類似しているとしても、比較的無名の研究者よりも多くの信用を得る傾向を指すマタイ効果に例えられる。
スタンフォード大学医学部の神経生物学者で、女性から男性へと転換した教授のベン・バリズ（1995年 - ）は、科学的業績の見られ方が自身のその時の性別によって異なると語っている。これは、同じ個人が認識する、異なるアイデンティティのために生じるバイアスの一つの説明を与えている。

## 研究
2012年に、 ラドバウド大学の2名の女性研究者が、オランダでは教授職候補者の選考において性別が評価に影響を与えることを示した 。 2名のイタリア人女性研究者によって同様の事例が報告されており、スペインでの研究でもさらに裏付けられている。 一方で、論文の引用とインパクトに関して男性著者と女性著者の間に違いは見られなかったとするいくつかの研究もある。
スイスの研究者は、マスメディアは女性の科学者よりも男性の研究者に対して頻繁に番組への貢献を依頼することを示した。
米国のある研究によると、「アメリカ社会では明らかな性差別は一般的に減少し続けているが」 ("although overt gender discrimination generally continues to decline in American society")、「女性は特に学術研究において科学的な賞の受賞に関して不利益を受け続けている。」 ("women continue to be disadvantaged with respect to the receipt of scientific awards and prizes, particularly for research.") 

## 例
マチルダ効果を受けた女性の例。
- トロトゥーラ（サルレノのトロトゥーラ、12世紀）。イタリアの医師で、彼女の死後、男性の作家によるものとされた書籍の著者。教師や治療師としての女性に対する反感は、彼女の存在そのものを否定することにつながった。最初は彼女の著書の中で夫と息子に対して謝辞が捧げられていたが、情報が伝えられるにつれて、修道士は彼女の名前を男性の名前と混同してしまった。  彼女は「Dictionary of Scientific Biography」で言及されていない[14]。
- XY性別決定システム（英語版）の発見者であるネッティー・スティーブンズ（英語版）（1861年-1912年）。ミミズに関する彼女の重要な研究は、生物の性別が環境的要因やその他要因よりもその染色体によって決定されることを初めて明らかにした。Stevens は、学術界がこの新しい探究の道、染色体による性決定、へ転換することに大きな影響を与えた。 [15]  しかし、一般的にこの発見は当時の著名な遺伝学者であるトーマス・ハント・モーガンによるものとされている[16]。遺伝学の分野における彼女の広範な研究にもかかわらず、モーガンの研究に対するStevens の貢献はしばしば無視されている[17]。
- ハーバード大学のメアリー・ウィットン・カルキンス（1863年 - 1930年）は、他の鮮明な刺激と対になった刺激はより容易に想起されることを発見した。彼女はまた、露出の長さがよりよい想起につながることを発見した。これらの調査結果は、Calkinsのペアアソシエーション法とともに、彼女 に何の名誉も与えられることもなく、後にゲオルク・エリアス・ミュラーとエドワード・ティチェナーによって使用された。
- ノーベル賞を受賞した生化学者であるゲルティー・コリ（1896年 - 1957年）は、教授と同等の資格を持っていたにもかかわらず、夫の助手として長年働いていた。
- ロザリンド・フランクリン (1920-1958)。1953年のDNA構造の発見に対する重要な貢献者として現在認められている。これにより1962年のノーベル賞を受賞するフランシス・クリックとジェームズ・ワトソンによる発見の時点では、彼女が成した仕事は適切に評価されていなかった (ただし、ワトソンは1968年の著書『二重らせん』("The Double Helix")で彼女の貢献の重要性を述べた)。
- マルト・ゴーティエ（英語版）（1925年 - ）。以前はジェローム・ルジューヌ（英語版）だけによるものとされていたダウン症候群の原因となる染色体異常の発見において、彼女の重要な役割が現在認められている。
- カリフォルニア大学バークレー校のマリアン・ダイアモンド（英語版）（1926年 - ）は、以前の神経学的教義とは逆の、脳の可塑性（英語版）の現象を実験的に発見した。 彼女の1964年の独創的な論文[18]が発表されようとしていたとき、彼女は二人の共著者デイビット・クレッチ（英語版）とマーク・ローゼンツワイグ（英語版）の名前が彼女の名前の前に置かれていたことを発見した (それだけでなく、彼女の名前は括弧の中に置かれていた)。彼女はその論文にある本質的な仕事をしたと抗議し、そして彼女の名前は (括弧なしで) 一番目に置かれることになった。この事件は、2016年のドキュメンタリー映画 "My Love Affair with the Brain: The Life and Science of Dr. Marian Diamond"で描かれている[19]。
- ハリエット・ズッカーマン（英語版）（1937年 - ）。マチルダ効果の結果として、夫のロバート・キング・マートンによってズッカーマンはマタイ効果の概念の共著者としても認められた[20]。
- ENIAC（1946年）のプログラマ。アデル・ゴールドスタイン、キー・マクナルティ、ベティ・ジェニングス、ベティ・スナイダー、マーリン・ウェスコフ、フラン・バイラス、ルース・リターマンら何人かの女性がプロジェクトに多大な貢献を果たしたが、ENIACの歴史には通常これらの貢献に触れず、時にソフトウェアの達成よりもハードウェアの達成に焦点を置いてきた[21]。

ノーベル賞で女性科学者よりも優遇された男性科学者の例。
- 1903年、マリ・キュリー (1867-1934) は、女性科学者の支持者でノーベル賞選考委員であったスウェーデンの数学者ヨースタ・ミッタク＝レフラーと彼女の共同受賞者で夫のピエール・キュリーの主張のみによってノーベル物理学賞に選ばれた。マリはノーベル賞を受賞した最初の女性である。彼女はフランス科学アカデミーに入ったことは一度もなかったが、彼女の学生、マルグリット・ペレーは1962年にその名誉を与えられた最初の女性になった。
- 1934年に、ノーベル生理学・医学賞がジョージ・H・ウィップル、ジョージ・リチャーズ・マイノット、ウィリアム・P・マーフィに授与された。彼らは、女性の同僚であるFrieda Robscheit-Robbinsが性別のために除外されたと感じた。彼女はウィップルのほぼ全ての論文の共著者であったため、ウィップルは彼女がノーベル賞受賞に値すると考え、賞金を彼女と共有した。
- 1944年にノーベル化学賞が単独受賞者としてオットー・ハーンに授与された。リーゼ・マイトナーはハーンと協力し核分裂の理論的基礎を築いた (彼女は「核分裂」という用語を造った)。マイトナーは、彼女の性別のせいで、またナチスドイツで迫害されたユダヤ人の身分のせいで、ノーベル賞選考委員会に認められなかった。彼女はユダヤ人が研究を含む政府関連の地位を保持することを禁止する職業公務員の復活法（英語版）の影響を受けた。当初、彼女が持つオーストリアの市民権は彼女を迫害から守ったが、1938年にヒトラーがオーストリアを併合した後、彼女はドイツから亡命した[22]。
- 1950年に、セシル・パウエルは、核過程を研究する撮影法の開発とその結果としてのパイ中間子 (pi-meson) の発見により、ノーベル物理学賞を受賞した。マリエッタ・ブラウ（英語版）はこの分野で先駆的な仕事をした。エルヴィン・シュレーディンガーは、ヘルタ・ワムバッハ（英語版）と共に彼女を賞にノミネートしたが、どちらも除外された[23]。
- 1956年に、2人のアメリカの物理学者李政道と楊振寧は弱い相互作用におけるパリティの法則の破れを予測し、それを検証するための可能な実験を提案した。1957年に、呉健雄はアメリカ国立標準技術研究所と共同で必要な実験を行ってベータ崩壊におけるパリティの破れを示した。1957年のノーベル物理学賞は男性物理学者だけに授与され、呉は除外された。彼女は1987年に仕事が評価され、ウルフ賞を受賞した[24]。
- 1958年、ジョシュア・レーダーバーグはジョージ・ビードルとエドワード・タータムと共にノーベル生理学・医学賞を受賞した。微生物学者ジョシュア・レーダーバーグと彼の妻エスター・レーダーバーグ（英語版）は、ビードルとタータムと共に、細菌のコロニーをひとつのシャーレから別のシャーレに移す方法であるレプリカプレート法を開発した。これは現在の抗生物質耐性の理解に不可欠である[16]。しかしながら、Esther Lederberg は、この研究プロジェクトに対する彼女の重要な仕事が認められなかった。その貢献は理論の実行をうまく行うために不可欠なものであった[25]。さらに、彼女は、ラムダファージ（英語版）の発見やその後の遺伝学および細菌学研究の基礎を築いた稔性因子（英語版）に関する彼女の研究についても功績が認められなかった[16][26]。
- 1960年代後半、ジョスリン・ベル・バーネル（1943年 - ）は初めて電波パルサーを発見した。この発見のために、1974年に、彼女の指導教員であったアントニー・ヒューイッシュとマーティン・ライルが電波天体物理学における先駆的な研究を挙げたとしてノーベル物理学賞を授与したが、ジョスリン・バーネルは受賞対象から除外された。発見時は博士学生であったため、彼女は知的な努力は主に指導教員のものであると感じていたが、ノーベル賞から彼女が除外されたことは、フレッド・ホイルや、1972年にブルース・メダルを受賞したヨシフ・シクロフスキーを含む数名の著名な天文学者によって1970年国際天文連合の総会で批判された 。

## 芸術において
- Za ścianą (Next Door)。クシシュトフ・ザヌッシ監督による1971年のポーランドのTV映画で、マヤ・コモロフスカ（英語版）が "Anna"、ズビグニエフ・ザパシエヴィッツ（英語版）が "Jan" として出演した。2人はアパートの隣り合う部屋に住んでおり、ともに学術界で働いている。Jan は助教授である。彼とより親密な関係を築きたいと思うAnnaは、Janと同等の学術的な地位を獲得して彼の愛情へのより簡単な入り口を持てたかもしれなかったが、彼女には彼女の研究の功績を認めようとしない男性の同僚がいた。